# Makpelagrottan

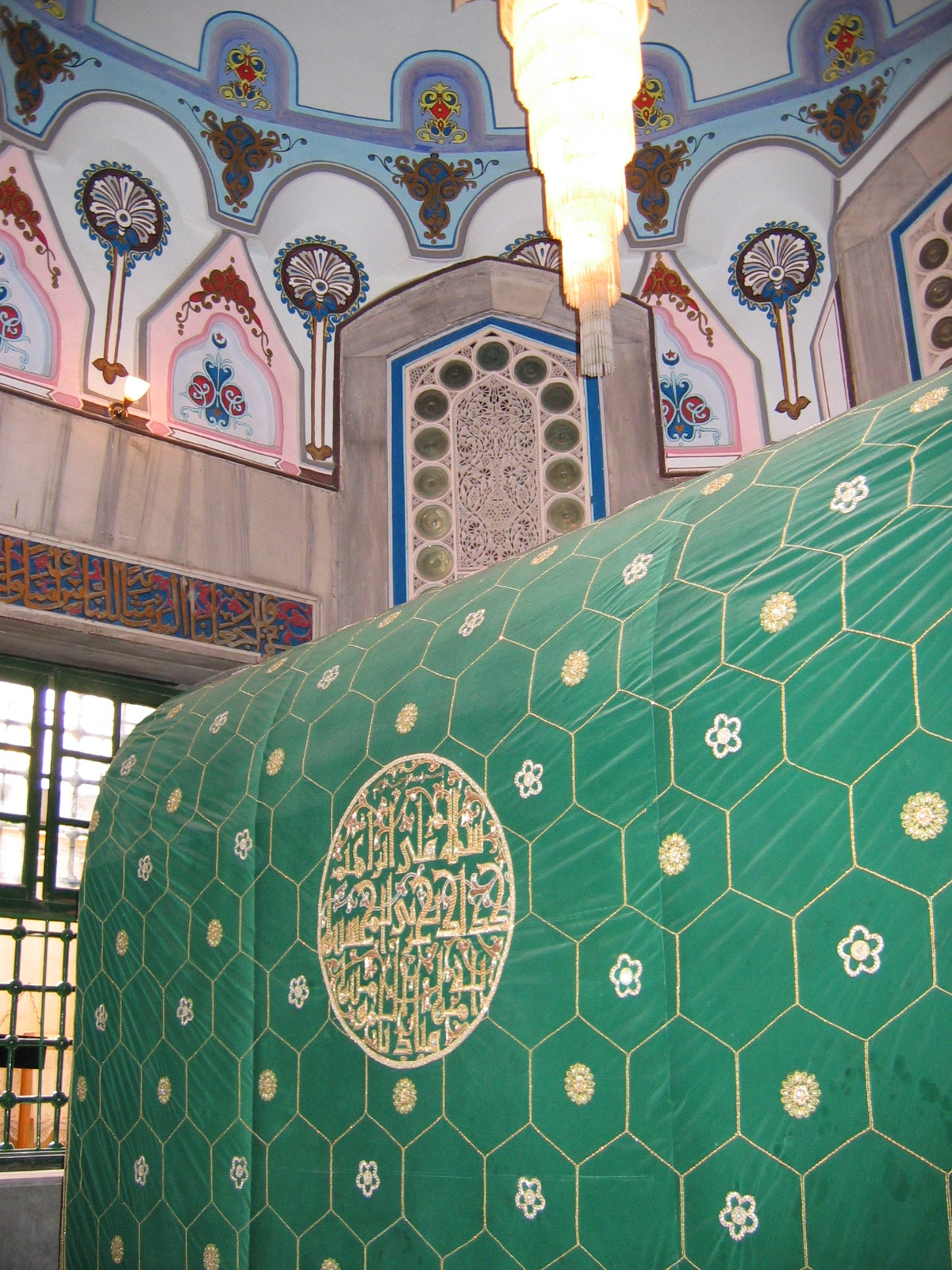
Abrahams kenotaf.

Makpelagrottan (hebreiska: מערת המכפלה, Me'arat HaMachpela, 'de dubbla gravarnas grotta', arabiska:  الكهف eller المغارة, al-Magr, 'grottan') är en underjordisk grotta i Hebron. Där ligger bland andra patriarken Abraham och hans hustru Sara enligt Första Mosebok begravda.
Grottan är judendomens näst heligaste plats, liksom en helig plats för islam och kristendomen. Enligt traditionen vilar också Adam och Eva där, liksom Isak och Rebecka samt Jakob och Lea. Runt grottan är en moské uppförd, Al-Haram Al-Ibrahimi (Ibrahimimoskén).
Första omnämnandet av Makpelagrottan är i Första Mosebok, kapitel 23. Där berättas att Abraham köpte detta område utanför Mamre, "nuvarande Hebron", och begravde sin hustru Sara där.
I kapitel 25 berättas att Abraham dog 175 år gammal. Han blev då begravd av sina söner Isak och Ismael i Makpelagrottan på ett fält som hade tillhört en hettit vid namn Efron men som Abraham hade köpt. Vidare berättas det i kapitel 49 om vilka som begravdes i Makpelagrottan.
Över grottan lät Herodes den store uppföra en rektangulär byggnad, och detta är den enda helt bevarade byggnaden från honom. Det är ovisst om byggnaden ursprungligen hade en ingång, och i så fall var den låg.
Under tiden Hebron tillhörde Bysantinska riket uppfördes en basilika i anslutning till denna byggnad. Den förstördes dock, och när muslimerna tog över kontrollen över staden lät de anlägga ett tak till Herodes anläggning. Dittills hade grottan legat öppen under himlen.
Med muslimernas övertagande blev byggnaden en moské. Moskén blev åter en kyrka under korsfararna på medeltiden. 1148 återtog Saladin Hebron och grottan, som sedan dess huvudsakligen varit under islamiskt styre.
Grottorna är inte öppna för undersökningar, och över dem har kenotafer uppförts.

## Bibelreferenser
1. ↑  Första Mosebok 23:17-20: "Så kom fältet i Makpela utanför Mamre, det som tillhörde Efron, fältet och grottan som fanns där och alla träd som växte på fältet, över hela området, att förvärvas av Abraham och blev hans egendom. Det skedde inför hettiterna, alla som satt i stadsporten. Sedan begravde Abraham sin hustru Sara i grottan på fältet i Makpela utanför Mamre, det nuvarande Hebron, i Kanaan. Fältet och grottan som fanns där kom sålunda i Abrahams ägo som gravplats, genom köp från hettiterna". (Bibel 2000)
2. ↑  Första Mosebok 25:7-10: "Detta är den levnadsålder som Abraham uppnådde: 175 år. Sedan slutade Abraham sina dagar. Han dog efter ett långt liv, gammal och mätt av år, och förenades med fäderna. Hans söner Isak och Ismael begravde honom i Makpelagrottan på det fält som tillhört hettiten Efron, Sochars son, och som ligger utanför Mamre, det fält som Abraham hade köpt av hettiterna. Där begravdes Abraham och hans hustru Sara". (Bibel 2000)
3. ↑  Första Mosebok 49:29-31: "Sedan befallde han dem: 'När jag nu förenas med mina fäder skall ni begrava mig hos dem i grottan på hettiten Efrons fält, grottan på fältet i Makpela utanför Mamre i Kanaan, det fält som Abraham köpte som gravplats av hettiten Efron. Där begravdes Abraham och hans hustru Sara, där begravdes Isak och hans hustru Rebecka, och där begravde jag Lea'". (Bibel 2000)